# Ilattia bavia
Ilattia bavia là một loài bướm đêm trong họ Noctuidae.